# Болеславово (Староґардський повіт)
Болеславово (пол. Bolesławowo, нім. before 1905 Neuguth then Modrowshorst) — село в Польщі, у гміні Скаршеви Староґардського повіту Поморського воєводства.
Населення — 585 осіб (2011).
У 1975-1998 роках село належало до Гданського воєводства.

## Демографія
Демографічна структура станом на 31 березня 2011 року:
|          | Загалом | Допрацездатний вік | Працездатний вік | Постпрацездатний вік |
| -------- | ------- | ------------------ | ---------------- | -------------------- |
| Чоловіки | 292     | 73                 | 190              | 29                   |
| Жінки    | 293     | 83                 | 162              | 48                   |
| Разом    | 585     | 156                | 352              | 77                   |